# Crassimarginatella inconstantia
Crassimarginatella inconstantia är en mossdjursart som först beskrevs av Arnold Girard Kluge 1914.  Crassimarginatella inconstantia ingår i släktet Crassimarginatella och familjen Calloporidae. Inga underarter finns listade i Catalogue of Life.